# مكسيم كونتسفيتش
مكسيم كونتسفيتش (بالروسية: Максим Львович Концевич)‏ هو عالم رياضيات روسي ولد في 25 أغسطس 1964

 في خيمكي، جمهورية روسيا السوفيتية الاتحادية الاشتراكية، الاتحاد السوفيتي، حائز على جائزة وسام فيلدز.
فاز في 1992 بإحدى جوائز جمعية الرياضيات الأوروبية العشرة المرموقة.

## وصلات خارجية
- الموقع الرسمي لجائزة وسام فيلدز